# Cartílag costal
Els cartílags costals són barres de cartílag hialí que serveixen per allargar les costelles cap endavant i contribueixen a l'elasticitat de les parets del tòrax. El cartílag costal només es troba als extrems anteriors de les costelles, proporcionant una extensió medial.

## Cartílags vs. costelles (1-12)
Els set primers parells estan connectades amb l'estern; els tres següents s'articulen cadascun amb la vora inferior del cartílag de la costella precedent; els dos últims tenen extrems apuntats, que acaben a la paret de l'abdomen.
Igual que les costelles, els cartílags costals varien en longitud, amplada i direcció.
Augmenten de longitud des del primer fins al setè, i disminueixen gradualment fins a la dotzena.
La seva amplada, així com la dels intervals entre ells, disminueix des del primer fins al darrer. Són àmplies en els seus accessoris a les costelles i es fixen cap als seus extrems esternals, exceptuant les dues primeres, que són de la mateixa amplada a tot el llarg, i el sisè, setè i vuitè, que s'amplien allà on els seus marges estan en contacte.
També varien de direcció: el primer descendeix una mica cap a l'estern, el segon és horitzontal, el tercer ascendeix lleugerament, mentre que els altres són angulars, seguint el curs de les costelles a poca distància, i després ascendeix a l'estern o precedint. cartílag.

## Estructura
Cada cartílag costal presenta dues superfícies, dues sanefes i dos extrems.

### Superfícies
La superfície anterior és convexa, i mira cap endavant i cap amunt: la del primer dona unió al lligament costoclavicular i al múscul subclavi ; els dels primers sis o set als seus extrems esternals, a la major de les pectorals. Els altres estan recoberts per part d'alguns dels músculs plans de l'abdomen.
La superfície posterior és còncava, i dirigida cap enrere i cap avall; la del primer dona afecció als esternotiroïdeus, els del tercer al sisè inclòs al múscul del tòrax transvers i els sis o set inferiors al múscul abdominis transvers i al diafragma .

### Costats
De les dues costelles, la superior és còncava, la inferior convexa; es permeten l'adherència a l'interni intercostal : la vora superior del sisè dona unió també a la major sectorial .
Les vores inferiors del sisè, setè, vuitè i novè cartílags presenten projeccions semblants al taló en els punts de major convexitat. Aquestes projeccions tenen cares oblongues suaus que s'articulen amb cares en lleus projeccions des de les vores superiors del setè, vuitè, novè i desè cartílags, respectivament.

### Extrems
L'extrem lateral de cada cartílag és continu amb el teixit ossi de la costella a la qual pertany.
L'extrem medial del primer és continu amb l'estern; els extrems medials dels sis que succeeixen són arrodonits i es reben en profundes concavitats als marges laterals de l'estern.
Els extrems medials dels vuitè, novè i desè cartílags costals estan apuntats, i es connecten cadascun amb el cartílag immediatament a sobre.
Les de l'onzè i dotze són punxegudes i lliures.
A la vellesa, els cartílags costals són propensos a experimentar una ossificació superficial.

## Galeria

Posició dels cartílags costals (mostrats en vermell). Animació
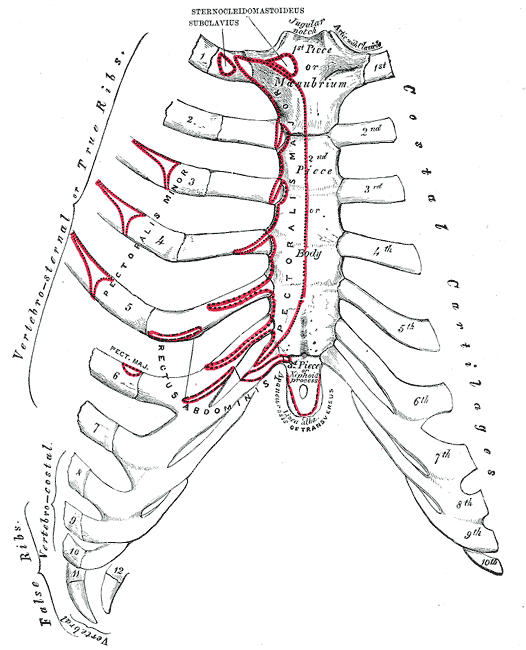
Superfície anterior de l'estern i dels cartílags costals.